# Рынок (Курская область)
Рынок — посёлок в Железногорском районе Курской области. Входит в состав Веретенинского сельсовета.

## География
Расположен в 8 км к юго-востоку от Железногорска. Между посёлками Сторж и Рынок находится пруд на ручье Рынок, притоке Речицы.

## Этимология
Посёлок получил название от урочища Рынок, в котором расположен. Наиболее раннее упоминание об урочище Рынок содержится в уставной грамоте 1862 года при описании окрестностей деревни Веретенино.

## История
Основан в начале XX века переселенцами из деревни Веретенино. В 1926 году в посёлке было 22 двора, проживало 130 человек (69 мужского пола и 61 женского). В то время Рынок входил в состав Веретенинского сельсовета Долбенкинской волости Дмитровского уезда Орловской губернии. С 1928 года в составе Михайловского (ныне Железногорского) района. На карте 1937 года Рынок указан как единый населённый пункт вместе с соседним посёлком Сторж. В то время обоих посёлках был 41 двор. Во время Великой Отечественной войны, с октября 1941 года по февраль 1943 года, находился в зоне немецко-фашистской оккупации. После упразднения Веретенинского сельсовета в 1959 году вошёл в состав Остаповского сельсовета. С 1985 года вновь в составе восстановленного Веретенинского сельсовета.

## Население
| 1926 | 1979 | 2002 | 2010 |
| ---- | ---- | ---- | ---- |
| 130  | ↘25  | ↘6   | ↗9   |